# Тушь для ресниц
Тушь для ресниц — декоративная косметика, предназначенная для подчёркивания, выделения и изменения естественного цвета ресниц. Тушь производится в различных формах: жидкая, кремообразная и сухая. Она также выпускается разных оттенков и цветов.
Тушь предназначена для того, чтобы подчеркнуть, увеличить объём, форму и длину ресниц. Самая популярная форма выпуска туши — тубы с палочкой, на конце которой находится аппликатор-щёточка. Щёточка может быть прямой или изогнутой, в зависимости от предназначения туши — подкручивать, утолщать или удлинять ресницы.
Ингредиенты туши обычно включают воду, воск, формирующие частицы, отдушку и консерванты. Некоторые туши содержат вискозные или нейлоновые волокна для удлинения ресниц.

## История
Первую тушь для ресниц изобрел английский торговец французского происхождения Юджин Риммел в середине XIX века. Слово «rimmel» по-прежнему означает «тушь» на нескольких языках, включая португальский, турецкий, румынский и т. д.
Английское название туши mascara произошло от итал. maschera, что означает «защитная маска».
Современная[уточнить] тушь была создана в 1913 году химиком Терри Л. Уильямсом для его сестры Мэйбл. В начале тушь представляла собой смесь угольной пыли с вазелином.
Тушь была успешно опробована на Мэйбл, и Уильямс начал продавать новый продукт по почте. Он назвал свою компанию «Maybelline» — соединив имя своей сестры (Mabel) и слово вазелин (Vaseline), которая в конечном итоге стала ведущей косметической компанией.
В те времена тушь была сухой консистенции — она состояла из красителей и карнаубского воска. Её тёрли влажной щеточкой-расческой, набирая на зубчики щеточки, а затем наносили на ресницы.
Терри Уильямсу, так же, как до него Юджину Риммелу, не удавалось сделать тушь для ресниц популярной. Но на помощь пришел кинематограф. Тушь пришлась по нраву киноактрисам: она делала глаза яркими и выразительными, при крупных планах не смотрелась так неряшливо, как густая подводка. Так Maybelline стала постоянно использоваться голливудскими гримерами. А после того, как сразу в двух фильмах героини актрис Теды Бара и Полы Негри с помощью Maybelline превратились в красавиц, тушь немедленно понадобилась едва ли не всем женщинам мира.
Вместе с популярностью у Уильямса появились и конкуренты. Производство туши наладила ещё одна компания — Мах Factor. Причем их рецепт был уже более совершенным — помимо красителей и вазелина в него входил придававший ресницам глянцевый блеск и дополнительную толщину карнаубский воск.
В 1920—1930-х гг. тушь для ресниц начинали использовать всё больше женщин. Тон задавали голливудские звезды — Грета Гарбо, Марлен Дитрих, Бетт Дейвис. Они создавали себе необычно длинные ресницы, бросающие густую тень на щеки, приклеивая к векам искусственные волоски и покрывая их несколькими густыми слоями туши.
Современная упаковка туши (туба) появилась в 1957 году, благодаря Элене Рубинштейн. Новая упаковка туши была более привлекательной и удобной, чем прежняя сухая тушь, и поэтому тушь в тубах быстро завоевала популярность на рынке.

## Виды
Современные туши для ресниц можно разделить на две группы: водостойкие туши (часто помечены как водонепроницаемые) и неводостойкие туши.
- Водостойкая тушь.

Её основу составляют летучие растворители, различные виды воска животного происхождения (например, пчелиный воск), различные виды воска растительного происхождения (карнаубский воск, воск из рисовых отрубей, т.д.), воск минерального происхождения (например, парафин), красители (оксид железа, ультрамарин и т. д.) и полимеров. Такая тушь не содержит водочувствительных ингредиентов, поэтому она имеет хорошую стойкость к слезам, поту или дождю. Водостойкую тушь удаляют специальным средством для снятия макияжа, так как её практически невозможно смыть водой.
Водостойкая тушь по своим свойствам похожа на краски на масляной основе или растворители.
- Неводостойкая тушь.

Её основа: вода, мягкие поверхностно-активные вещества, различные виды воска животного, растительного и минерального происхождения, красители, утолщенные полимеры (арабская смола, модифицированная целлюлоза) и консерванты. Эти туши стойки к действию слёз, но они легко удаляются с помощью мыла и воды.
Неводостойкая тушь по своим свойствам похожа на краски на водной основе.
- Полуперманентная тушь — тушь для профессионального использования.

## Использование
Тушь может использоваться на верхних и/или нижних ресницах, от внутреннего к наружному уголку глаза. Палочка с щёточкой окунается в тубу с тушью, затем вынимается, захватывая тушь со стенок тубы. Далее тушь с помощью щёточки наносится на ресницы.
Согласно правилам гигиены, тушь не должна быть общей, как и зубная щётка. Также не рекомендуется использовать тушь более 3-4 месяцев после вскрытия её упаковки.
Для того, чтобы ресницы не слипались, известный российский визажист Андрей Дрыкин советует не наносить туши больше чем необходимо. После того как вы набрали тушь щёточкой, излишки снимайте бумажной салфеткой. Нанося тушь на ресницы, не забывайте давать каждому слою туши возможность высохнуть. Используйте специальную расчёску для ресниц и разделяйте их по одной после прокрашивания. Расчёсывать следует только ещё не высохший первый слой.
В июле 2007 года разразился скандал вокруг компании L'Oreal. Оказалось, что в рекламе туши этой марки у актрисы Пенелопы Крус были накладные ресницы. Компанию, разумеется, оштрафовали за введение покупателей в заблуждение и потребовали публичного признания в том, что их тушь не поможет сделать ресницы такими же роскошными, как в рекламе.